# Els enverinaments de Salisbury
Els enverinaments de Salisbury (originalment en anglès, The Salisbury Poisonings) és un drama televisiu basat en fets reals, protagonitzat per Anne-Marie Duff, Rafe Spall i Annabel Scholey, que retrata l'enverinament de Serguei i Iúlia Skripal, la crisi de descontaminació del 2018 a Salisbury (Anglaterra), i les posteriors intoxicacions d'Amesbuy. La sèrie es va emetre en tres parts a la BBC One el juny de 2020, i s'ha dividit en quatre parts en altres països. Va ser creada per Adam Patterson i Declan Lawn per a la productora Dancing Ledge Productions. El 25 de juliol de 2022 es va estrenar la versió doblada al català a TV3.

## Sinopsi
El 4 de març de 2018, els serveis d'emergència reben una trucada per atendre Serguei i Iúlia Skripal, que han estat localitzats inconscients en un banc del parc al centre de Salisbury. Els metges inicialment estan desconcertats per la seva malaltia, i la policia i el departament de salut pública local s'afegeixen en el cas. L'emergència nacional es precipita quan s'assabenten que Skripal és un antic oficial de la intel·ligència militar rus que va actuar com a agent doble dels serveis d'intel·ligència del Regne Unit durant la dècada de 1990 i principis dels 2000. Sembla que ell i la seva filla han estat enverinats amb un agent Novitxok molt potent que s'havia untat a la maneta de la porta principal de la seva residència. El docudrama també tracta sobre l'exposició accidental de diverses altres persones, inclòs un agent de policia i una parella no implicada que van trobar una ampolla de perfum que contenia l'agent nerviós que es van administrar. Al final de la sèrie, les persones reals implicades en la història apareixen tornant a l'escena dels fets i es mostra una gravació de Dawn Sturgess, l'única persona que va morir per la seva exposició al Novitxok.

## Repartiment
- Anne-Marie Duff com a Tracy Daszkiewicz
- William Houston com a Ted Daszkiewicz
- Rafe Spall com a Nick Bailey
- Annabel Scholey com a Sarah Bailey
- Darren Boyd com el supervisor Dave Minty
- Nigel Lindsay com a DCC Paul Mills
- Amber Agar com a Lata Mishra
- Wayne Swann com a Serguei Skripal
- Jill Winternitz com a Iúlia Skripal
- Johnny Harris com a Charlie Rowley
- Barry Aird com a Matthew Rowley
- MyAnna Buring com a Dawn Sturgess
- Stella Gonet com a Caroline Sturgess
- Melanie Gutteridge com a Claire Sturgess
- Ron Cook com a Stan Sturgess
- Mark Addy com a Ross Cassidy
- Clare Burt com a Mo Cassidy
- Duncan Pow com el Dr. James Haslam